# Санлури
Санлури (итал. Sanluri, на месном говору: Seddori) град је у западној Италији. То је једно од два средишта округа Медио Кампидано у оквиру италијанске покрајине Сардинија.

## Природне одлике
Град Санлури налази се у јужном делу Сардиније, на 50 км северно од Каљарија. Град се налази у главној равници острва, познатој као Кампидано. Надморска висина града је 130-140 m.

## Становништво
Према резултатима пописа становништва 2011. у општини је живело 8.460 становника.
| 1931. | 1936. | 1951. | 1961. | 1971. | 1981. | 1991. | 2001. | 2011. |
| ----- | ----- | ----- | ----- | ----- | ----- | ----- | ----- | ----- |
| 5.449 | 5.721 | 7.555 | 7.595 | 7.402 | 8.305 | 8.499 | 8.519 | 8.460 |

Санлури данас има око 8.500 становника, махом Италијана. То је двоструко више него на почетку 20. века. Последњих деценија број становника у граду стагнира.